# Karl Mayr (Politiker, 1883)
Karl Mayr (* 5. Januar 1883 in Mindelheim; † 9. Februar 1945 im KZ Buchenwald) war ein deutscher Offizier und politischer Aktivist. Nach der Novemberrevolution 1918 war Mayr in Bayern für die Reichswehr nachrichtendienstlich tätig. Weil er Adolf Hitler als V-Mann rekrutiert und ihn als Beobachter zu Versammlungen der DAP, der späteren NSDAP, geschickt haben soll, gilt er als einer der politischen „Geburtshelfer“ Hitlers. Nach einem grundsätzlichen politischen Gesinnungswandel baute Mayr das pro-republikanische Reichsbanner Schwarz-Rot-Gold mit auf.

## Leben

### Jugend und Erster Weltkrieg
Er war der Sohn des Oberlandesgerichtsrates Albert Mayr (1848–1938).
Nach dem Schulbesuch, den er 1901 mit dem Abitur am Wilhelmsgymnasium München abschloss, trat Mayr am 14. Juli 1901 als Fahnenjunker in das 1. Infanterie-Regiment „König“ der Bayerischen Armee in München ein. Nach seiner Kommandierung zur Kriegsschule wurde Mayr 1903 zum Leutnant befördert. 1909 stieg er zum Regimentsadjutanten auf. Seine 1913 begonnene Ausbildung an der Kriegsakademie musste er 1914 als Oberleutnant nach dem Ende des ersten Lehrgangs wegen des Ausbruchs des Ersten Weltkriegs vorzeitig abbrechen.
Mit der Mobilmachung wurde Mayr kurzzeitig als Beobachter der Fliegerabteilung des II. Armee-Korps zugeteilt, kehrte dann aber wieder zum 1. Infanterie-Regiment „König“ zurück und beteiligte sich an den Kämpfen in Lothringen und Frankreich. Mit der Bildung der 1. Jäger-Brigade wurde Mayr Ende Mai 1915 zum Brigadestab versetzt und dort am 1. Juni 1915 zum Hauptmann befördert. Von September 1916 bis Januar 1918 war er Generalstabsoffizier beim Alpenkorps. Anschließend mit der Führung des 2. Jägerbataillons beauftragt, wurde Mayr am 13. März 1918 zum Kommandeur des 1. Jägerbataillon „König“ ernannt. Im Juli 1918 wurde er zur Deutschen Militärmission in die Türkei abkommandiert. Vom 20. Juli bis zum 15. Oktober 1918 war er dort bei der Heeresgruppe Ost und der Armee des Islam eingesetzt.

### Weimarer Republik
Kurz nach Kriegsende, ab dem 1. Dezember 1918, agierte Mayr kurzfristig beim bayerischen Kriegsministerium und als Kompaniechef beim 1. bayerischen Infanterieregiment in München. Am 15. Februar 1919 wurde er vom Militär beurlaubt und war etwa Mitte April bis Anfang Mai 1919 während der Münchner Räterepublik für die Thule-Gesellschaft tätig, militärisch – Anwerbung von Freikorps-Freiwilligen – wie nachrichtendienstlich – Weitergabe von politischen wie militärischen Informationen über die Lage im München der Räterepublik. Ab dem 30. Mai leitete er die Propagandaabteilung Ib/P in der Abt. Nachrichten- und Verbindungsdienst Ib des Gruppenkommandos 4 – unter Generalmajor Arnold von Möhl – der zum 10. Mai 1919 gebildeten „vorläufigen Reichswehr in Bayern“.
In seiner Eigenschaft als Leiter der Propagandaabteilung Ib/P pflegte Mayr vielfältige Kontakte zu antibolschewistischen, antisemitischen und separatistischen Gruppierungen und Personen in Bayern, denen er auch politisch nahestand. Eine seiner Aufgaben bestand darin, Aufklärungskurse für Bildungsoffiziere und Vertrauensmänner der Truppe zu organisieren, um sie propagandistisch zu schulen. Ob Hitler Ende Mai, Anfang Juni 1919 tatsächlich als V-Mann von der Propagandaabteilung rekrutiert worden war, wie bisher in der Forschung dargestellt, scheint nach einer jüngeren Studie nicht gesichert, zumal nicht die Propagandaabt. Ib/P unter Mayr, sondern die Nachrichtenabt. Ib/N unter Hauptmann Passavant für geheime Nachrichten- und Kundschaftsdienste wie Agentendienste u. ä. zuständig gewesen war.
Mayr ermöglichte Hitler vom 10. bis 19. Juli auf Empfehlung der Abwicklungsstelle des 2. Infanterieregiments (der „alten Armee“) die Teilnahme am dritten Kurs der „antibolschewistischen Aufklärungskurse“ in München.
Am 22. Juli wurde Hitler von Mayr zu einem „Aufklärungskommando“ abgeordnet, um die angeblich von Bolschewismus und Spartakismus „verseuchten“ Soldaten im Reichswehrlager Lechfeld, darunter viele ehemalige Kriegsgefangene, propagandistisch vom 20. bis 24. August umzuerziehen.
Außerdem wurde Hitler als Beobachter zu Versammlungen der zahlreichen zu dieser Zeit in München neu gegründeten politischen Parteien geschickt. Von ihm sind jedoch keine Berichte an Mayr über Partei-Besuche überliefert. In diesem Zusammenhang nahm er auf Veranlassung Mayrs am 12. September 1919 an einer Sitzung der von Anton Drexler gegründeten Deutschen Arbeiterpartei teil. Hitler dürfte wohl „eine Woche“ nach dessen Besuch der DAP-Versammlung am 12. September 1919 Mitglied der DAP geworden sein. Mayr wird in diesem Zusammenhang deshalb als einer der entscheidenden politischen „Geburtshelfer“ Hitlers angesehen.
Im März 1920 schickte Mayr Hitler, Dietrich Eckart und Robert Ritter von Greim nach Berlin, um in seinem Auftrag die Ereignisse des Kapp-Putsches aus nächster Nähe zu beobachten. Wenige Monate später, am 8. Juli 1920, wurde Mayr auf eigenen Wunsch als Major aus dem Generalstab des Wehrkreiskommandos VII aus dem Militärdienst entlassen. Ohne dass man letzte Sicherheit hätte, spricht einiges dafür, dass Mayr in separatistische Pläne des einflussreichen BVP-Politikers Georg Heim und dessen Vertrauten Karl Graf von Bothmer verwickelt war. Im Laufe des Jahres 1920 hatte sich Mayr offenbar von deren Ideen abgewandt und publizierte im Juli 1920 Material über Heims Bestrebungen.
In der Folge trat Mayr der NSDAP bei und wurde erster außenpolitischer Schriftleiter des Völkischen Beobachters. Im März 1921 verließ er die NSDAP wieder. Im Herbst 1921 distanzierte er sich anlässlich von Putschgerüchten zur Restauration der Wittelsbacher-Monarchie von den in Bayern sehr aktiven Vaterländischen Verbänden und dem Kreis um Erich Ludendorff. Er begann, den Behörden und der sozialdemokratischen Zeitung Münchener Post kompromittierendes Material zuzuspielen. Anfang 1923 deckte er Kontakte des französischen Offiziers Augustin Xavier Richert zu bayerischen Separatisten auf und trat im folgenden Prozess gegen Georg Fuchs als Belastungszeuge auf. Zu diesem Zeitpunkt war Mayr bereits zum „Vernunftrepublikaner“ geworden. Im völkischen Lager war er fortan verfemt.
1925 trat Mayr in die SPD ein. Nach einem kritischen Artikel über die Memoiren eines bayerischen Offiziers wurde er aus dem Offiziersverein des 1. Infanterieregiments ausgeschlossen. Er knüpfte Kontakte zu dem liberalen Historiker Hans Delbrück, der ihm bei Publikationen behilflich war. Mayr wiederum assistierte Delbrück bei dessen Gutachten zum sogenannten Dolchstoßprozess.
In der zweiten Hälfte der 1920er Jahre war Mayr nicht zuletzt als Redner maßgeblich am Aufbau des pro-republikanischen, die Weimarer Republik unterstützenden Wehrverbandes Reichsbanner Schwarz-Rot-Gold beteiligt, der sich vor allem aus Anhängern der SPD, der Gewerkschaften, des Zentrums und der linksliberalen Parteien rekrutierte. Mayr war 1923 bereits Gründungsmitglied der „Auergarde“, eines Münchner Vorläufers des Reichsbanners, und auch im 1924 gegründeten Bund republikanischer Kriegsteilnehmer. Bei den Auseinandersetzungen mit den radikalen Pazifisten innerhalb des Reichsbanners war er für die Herausdrängung der Befürworter der Kriegsdienstverweigerung. Seine Auseinandersetzung mit Fritz Küster eskalierte 1929/30 bis zum Beleidigungsprozess.
Daneben tat Mayr sich auch als Redakteur in der sozialdemokratischen Presse hervor. Im Herbst 1928 gehörte er der Wehrkommission der SPD an und hat sich dabei gegen das Panzerschiff A ausgesprochen.
In den frühen 1930er Jahren sammelte Mayr unter anderem Material über Georg Bell, das er z. T. in der SPD-Presse verwandte. Für öffentliches Aufsehen sorgte Mayrs Involvierung in einen Skandal um den Stabschef der SA Ernst Röhm im Jahr 1932: Im Herbst dieses Jahres wurde ruchbar, dass Teile der Parteiführung der NSDAP Röhm und einigen seiner Mitarbeiter nach dem Leben trachteten. Um einem mutmaßlich geplanten Anschlag auf sein Leben zu entgehen, floh Röhm zeitweise von München nach Berlin, wo es zu Aussprachen zwischen ihm und Mayr kam, dem Röhm auch Informationen über seine parteiinternen Gegner zuspielte. Das Bekanntwerden dieser Gespräche nutzte die gegen die NSDAP eingestellte Presse zu einer Kampagne gegen die mutmaßliche „Feme im Braunen Haus“. Dabei ging sie insbesondere auf den Umstand ein, dass Hitlers Stabschef „Unterschlupf“ bei einem Sozialdemokraten gesucht habe.

### Emigration und Tod
Nach der nationalsozialistischen „Machtergreifung“ emigrierte Karl Mayr im Frühjahr 1933 nach Frankreich. Nach der deutschen Invasion 1940 wurde er in Paris von der Gestapo verhaftet und nach Deutschland gebracht. Über das Konzentrationslager Sachsenhausen gelangte er 1941 als Häftling nach Buchenwald. Da er weder in der Nummernkartei des Lagers noch in der Liste prominenter Häftlinge auftaucht, wurde in der Forschung die Vermutung geäußert, dass er den Status eines Sondergefangenen Hitlers hatte.
Er starb am 9. Februar 1945 im Konzentrationslager Buchenwald, wobei bislang nicht völlig geklärt ist, ob er während eines Außenkommandos einem alliierten Luftangriff zum Opfer fiel oder ob er aufgrund eines Sonderbefehls ermordet wurde.
Mayrs persönliche Papiere wurden 1933 von der Gestapo beschlagnahmt. Der Nachlass gilt als verschollen.

## Beurteilungen
Die zeitgenössische kommunistische Tagespresse der Weimarer Republik verdächtigte Mayr einerseits, ein überzeugter Nationalsozialist geblieben, andererseits ein französischer Spion zu sein. Pazifisten wie Carl von Ossietzky oder Fritz Küster sahen in Mayr den „Drahtzieher“ der militaristischen Politik von Reichsbanner und SPD. Historiker der DDR gingen davon aus, dass Mayr der SPD beitrat, um im Auftrag der Reichswehr die sozialdemokratische Wehrpolitik zu erkunden. Der Historiker Benjamin Ziemann sieht in solchen Urteilen Überzeichnungen, die Mayrs abrupten politischen Positionswechseln und seinem Hang zur Polemik geschuldet seien. Mit seiner Arbeit im Reichsbanner habe Mayr versucht, die Republik als wichtige Voraussetzung friedenspolitischer Arbeit zu erhalten und zu schützen. Zugleich sei er aber seiner Praktik der Winkelzüge hinter den Kulissen treu geblieben.

## Schriften
- Sozialdemokratie und Wehrprogramm. Grundsätzliche Betrachtung. Von Karl Mayr, vormals Generalstabsoffizier beim Deutschen Alpenkorps, (= Sonderdruck aus den Sozialistischen Monatsheften) Berlin o. J. [1928].